# Gosibius sequens
Gosibius sequens är en mångfotingart som beskrevs av Chamberlin 1941. Gosibius sequens ingår i släktet Gosibius och familjen stenkrypare. Inga underarter finns listade i Catalogue of Life.